# Сен-Жюльен-ле-Вилла
Сен-Жюлье́н-ле-Вилла́ (фр. Saint-Julien-les-Villas) — коммуна во Франции, находится в регионе Шампань — Арденны. Департамент — Об. Входит в состав кантона Труа-7. Округ коммуны — Труа.
Код INSEE коммуны — 10343.
Коммуна расположена приблизительно в 145 км к юго-востоку от Парижа, в 80 км южнее Шалон-ан-Шампани, в 4 км к юго-востоку от Труа.

## Население
Население коммуны на 2008 год составляло 6782 человека.
| 1962 | 1968 | 1975 | 1982 | 1990 | 1999 | 2008 |
| ---- | ---- | ---- | ---- | ---- | ---- | ---- |
| 4381 | 5185 | 5926 | 5809 | 6027 | 6420 | 6782 |

## Администрация
| Период | Период | Фамилия          | Партия | Примечания |
| ------ | ------ | ---------------- | ------ | ---------- |
| 1902   | 1927   | Анри Пармантье   |        |            |
| 1927   | 1945   | Гюстав Брюнот    |        |            |
| 1945   | 1965   | Фернан Ган       |        |            |
| 1965   | 1989   | Андре Гримон     |        |            |
| 1989   | 2000   | Франсис Мьель    |        |            |
| 2000   | 2001   | Франсуа Жиле     |        |            |
| 2001   | 2005   | Франс Мьель      |        |            |
| 2005   | 2008   | Мишель Турнемёль |        |            |
| 2008   |        | Даниель Пикара   |        |            |

## Экономика
В 2007 году среди 4325 человек в трудоспособном возрасте (15—64 лет) 3117 были экономически активными, 1208 — неактивными (показатель активности — 72,1 %, в 1999 году было 72,4 %). Из 3117 активных работали 2783 человека (1435 мужчин и 1348 женщин), безработных было 334 (166 мужчин и 168 женщин). Среди 1208 неактивных 489 человек были учениками или студентами, 407 — пенсионерами, 312 были неактивными по другим причинам.

## Достопримечательности
- Церковь Сен-Жюльен-де-Бриуд[фр.] (XVI век). Памятник истории с 1981 года[3]

## Фотогалерея

Водосброс во время наводнения Сены 8 мая 2013 года
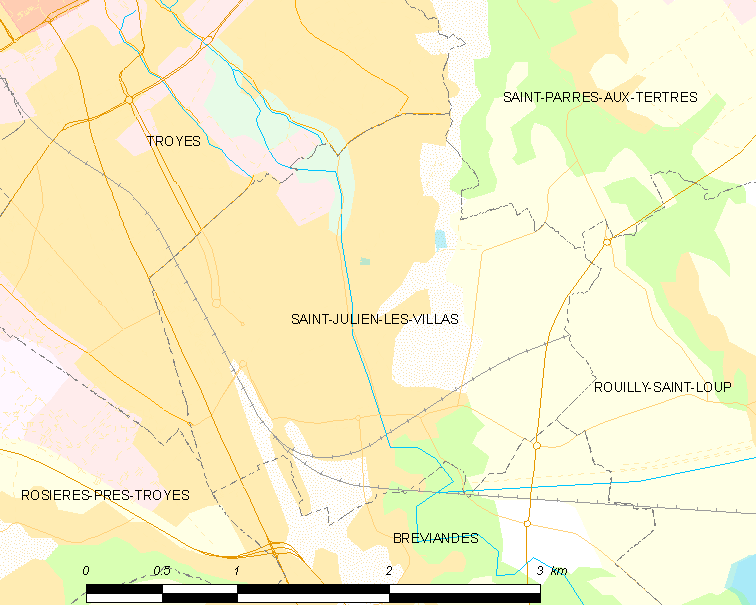
Карта коммуны